# 투라노케라톱스
투라노케라톱스(Turanoceratops)("투란의 뿔 달린 얼굴" 이란 의미)는 우즈베키스탄의 백악기 후기 비섹티 층에서 발견된 초식성 각룡류 공룡의 한 속이 며, 발견된 화석의 연대는 투랜절 중기에서 후기, 약 9000만년 전으로 추정된다. 케라톱스과 공룡처럼 긴 뿔 한 쌍이 이마에 달려있지만 투라노케라톱스는 초기 각룡에서 케라톱스과로 진화해 가는 중간 형태로 케라톱스과에 속하지는 않는 것으로 보인다.

## 발견과 명명
1920년대 이후 소련의 과학자들은 나보이 빌로야트 지역의 자라쿠두크 부근에서 단편적인 화석들을 발견해왔고, 각룡류 공룡이 있다는 결론을 내리게 되었다. 1988년에 고생물학자 레프 알렉산드로비치 네소프가 이 화석들을 가지고 투라노케라톱스 타르다빌리스(Turanoceratops tardabilis)를 명명하였으나 특징을 기재하지 않아 이것은 무자격명으로 남았다. 1989년에 네소프와 L.F. 카즈니시키나와 게나디 올레고비치 체레파노프가 모식종인 투라노케라톱스 타르다빌리스를 정식으로 명명했다. 속명은 화석이 발견된 지역인 투르크스탄의 옛 페르시아 이름 "투란" 과 "뿔이 있는 얼굴"이라는 의미로 각룡류 공룡 이름에 흔히 붙는 어미인 -케라톱스를 합친 것이다. 종명은 라틴어로 "느린"이라는 의미로 연구에 오랜 시간이 걸린 것을 의미한다.
완모식표본인 CCMGE No. 251/12457는 부서진 왼쪽 상악골로 이빨이 있는 위턱뼈이다. 다른 화석들도 언급되었지만 이 중 어떤 것은 후일 다른 종류의 공룡에 속하는 것으로 밝혀졌다. 뇌머리뼈인 표본 CCGME 628/12457의 경우는 용각류의 것으로 밝혀졌고, 각룡류의 프릴이라고 생각되었던 표본 하나는 곡룡류의 골판이었다. 실제 각룡류 화석으로 밝혀진 것은 두개골 중 눈 뒤쪽의 뼈와 뿔심, 이빨, 전치골 및 다리 뼈 등이다.
2004년에 피터 도드슨이 다시 투라노케라톱스를 무자격명으로 보았으나 2009년에 한스-디터 수에스는 이것이 유효한 분류군이라고 결론내렸다.

## 특징
투라노케라톱스는 상대적으로 작은 동물이었다. 2010년에 그레고리 S. 폴은 투라노케라톱스가 몸길이 2 미터, 몸무게 175 kg 정도일 것이라고 보았다.
수에스는 2009년에 투라노케라톱스에서 전형적으로 원시적인 특징들과 더 분화된 특징들을 구분했다. 이빨 치관부의 돌출된 부분이 다양한 발달정도를 보이고 이빨 자리 하나에 두세 개의 이만을 가지고 있는 것은 원시적인 특징들에 속한다. 분화된 특징들은 상대적으로 더 원시적인 주니케라톱스와 비교했을 때 이빨 자리 하나에 두세 개의 이를 가지게 된 것과 각 이빨에 뿌리가 두 개씩 있는 것은 분화된 특징이다. 더 일반적인 분화된 특징들로는 눈구멍의 위쪽 가장자리에 이마뼈가 포함되어 있지 않다는 것과 두개골 위쪽에 작은 구멍이 보인다는 것이 있다.

## 분류
투라노케라톱스는 각룡류에 속한다. 각룡류는 앵무새 같은 부리를 가지고 백악기동안에 북아메리카와 아시아에서 번성한 초식성 공룡으로 6600만년 전 백악기가 끝나면서 각룡들도 모두 멸종했다.
2009년에 한스-디터 수에스가 이끈 연구에서 투라노케라톱스의 추가 표본을 포함시켜 분석을 수행했는데, 기대했던 것과는 달리 투라노사우루스가 ("중간" 형태이긴 하지만) 진정한 케라톱스과에 속한다는 결론을 내렸다. 만일 이 결과가 옳다면 투라노케라톱스는 아시아의 케라톱스과 공룡이 된다. 논문이 출판되던 시점에서는 투라노사우루스가 케라톱스과에서 유일한 아시아 공룡이었고, 다른 모든 케라톱스과의 공룡들은 북아메리카에서만 보고되어 있었다. 앤드류 파키같은 과학자들은 수에스의 결론에 반대했다. 파키와 동료들은 독립적으로 투라노케라톱스 화석에 대한 계통발생학적 분석을 수행하여 이것이 케라톱스과와 근연관계이긴 하지만 케라톱스과 분지군의 일원은 아니라는 결론을 내렸다. 수에스와 알렉산더 아베리아노프는 파키의 분석을 비판하면서 파키와 동료들이 그들의 분석에서 화석의 특징들을 잘못 해석하거나 자료를 잘못 코딩했다고 주장했다. 수와 동료들은 2010년에 또 다른 계통발생학적 분석을 수행하고 투라노케라톱스가 주니케라톱스보다는 더 분화된 형태이지만 케라톱스과의 몇몇 중요한 파생공유형질을 가지고 있지 않기 때문에 케라톱스과의 바깥에 위치한다는 결론을 내렸다.

## 식성
투라노케라톱스는 다른 각룡류와 마찬가지로 초식성이었을 것이다. 백악기동안 속씨식물은 "지리적으로 제한된 지역에만 분포"하고 있었기 때문에 이들 공룡은 당시에 번성했던 식물인 양치류, 소철류, 그리고 침엽수등을 먹었던 것으로 보인다. 날카로운 부리를 가지고 잎을 뜯어먹었을 것이다.